# Luba Kristoł
Luba (Lubow) Kristoł, ros. Любовь Даниэловна Кристол (ur. 26 maja 1944 w Leningradzie) – rosyjska szachistka, od 1976 r. reprezentantka Izraela, dwukrotna mistrzyni świata w szachach korespondencyjnych.

## Kariera szachowa
W szachach klasycznych posiada tytuł mistrzyni międzynarodowej. W 1960 r. wystąpiła w meczu Leningradu z Moskwą, ulegając ½ - 1½ ówczesna mistrzyni świata Elizawiecie Bykowej. W 1971 r. zwyciężyła w międzynarodowym turnieju w Halle. Po emigracji do Izraela, od razu awansowała do ścisłej czołówki szachistek tego kraju. W 1976 r. zadebiutowała na szachowej olimpiadzie w Hajfie, zdobywając dwa medale: złoty wraz z drużyną oraz brązowy za indywidualny wynik na II szachownicy (w olimpiadzie tej nie uczestniczyły drużyny krajów komunistycznych). W turniejach olimpijskich startowała jeszcze trzykrotnie (1980, 1988, 1990), w tym dwa razy na I szachownicy. Łącznie rozegrała 50 olimpijskich partii, w których zdobyła 30½ pkt. W 1989 r. podzieliła I m. (wspólnie z Tatianą Lemaczko) w turnieju strefowym (eliminacji mistrzostw świata) w Hajfie, jednak dogrywkę przegrała i nie zdobyła awansu do turnieju międzystrefowego w Kuala Lumpur. Od 1992 r. praktycznie nie występuje w turniejach klasyfikowanych przez Międzynarodową Federację Szachową.
Największe sukcesy w karierze osiągnęła w grze korespondencyjnej. Dwukrotnie triumfowała w finałach indywidualnych mistrzostw świata: III (1978 - 1984) oraz V (1993 - 1998). Poza tym, w IV (1984 - 1992) finale zdobyła medal brązowy. Posiada tytuł arcymistrzyni szachów korespondencyjnych, jej ranking ICCF w październiku 2007 r. wynosił 2352 punkty, co wówczas odpowiadało 20. pozycji na świecie.